# Krunoslav Jurčić
Krunoslav (Kruno) Jurčić (Ljubuški, 26. studenoga 1969.) bivši je hrvatski nogometni reprezentativac i sadašnji trener. Trenutačno je trener egipatskog kluba Pyramids.

## Igračka karijera

### Početci, Inter Zaprešić i Dinamo Zagreb
Jurčić je počeo igrati nogomet u Grudama, u BiH, da bi prešao u juniore zagrebačkoga Dinama. Poslije toga igra u Jugokeramici (Interu), s kojim 1992. godine iznenađujuće osvaja prvi Hrvatski nogometni kup. Nakon toga, dvije godine provodi u Istri i godinu dana u belgijskom Beverenu.
Uslijedio je povratak u Dinamo, gdje Jurčić igra zapaženu ulogu u momčadi koja osvaja 3 prvenstva (1996./97., 1997./98. i 1998./99.) i 2 kupa, te nastupa u Ligi prvaka. 

### Serie A, 1. HNL i prestanak igranja
Godine 1999. godine postaje prvi i jedini igač izvan EU koji s više od 30 godina ostvaruje transfer u talijansku Serie A, i to u Torino, a potom i u Sampdoriju. Vraća se zatim u 1. HNL, te, nakon dvije sezone (44 utakmice) u Slaven Belupu, 2004. godine okončava igračku karijeru.

### Reprezentativna karijera
Za hrvatsku nogometnu reprezentaciju Jurčić debitirao je 8. lipnja 1997. godine na Kirin kupu u Tokiju, protiv reprezentacije Japana. Ukupno je sakupio 21 nastup u kockastom dresu, bez postignutog pogotka. Bio je član generacije koja je 1998. godine osvojila brončanu medalju u Francuskoj.
Kao članu reprezentacije, 1998. godine dodijeljena mu je Državna nagrada za šport "Franjo Bučar".

## Trenerska karijera

### Istra 1961
Nakon igračke, Jurčić je započeo trenersku karijeru u prvoligašu Puli Staro Češko, danas Istri 1961. Iskazao se kao vrlo sposoban mladi trener te ga je njegov nekdašnji trener u reprezentaciji, Miroslav Blažević odlučio pozvati za svog pomoćnika u NK Zagrebu. Pulu je napustio razočaran sucima, stanjem u klubu i cjelokupnoj ligi. Nikada nije došao za trenera u NK Zagreb, a u Pulu se opet vratio ne bi li joj pomogao. Ovoga je puta dobro je krenulo, no, klub je zbog besparice i sramotne (ne)podrške grada bio na rubu stečaja, te je u tim uvjetima bilo nemoguće voditi momčad. Nakon zadnjeg kola jesenskog dijela sezone opet je otišao, razočaran HNL-om, no oduševljen mladim Nikolom Kalinićem, kojem je predviđao veliku karijeru.

### Slaven Belupo
Po završetku sezone 2006./07. i ostavke Elvisa Scorije, preuzeo je trenersku klupu Slaven Belupa.
Sa Slavenom je ostvario najveći klupski uspjeh, postavši doprvak 1. HNL. Na kraju sezone 2007./08. Jurčić je napustio Koprivnicu.

### Dinamo Zagreb
Trener zagrebačkoga Dinama postaje 5. ožujka 2009. godine. S Dinamom je osvojio naslov prvaka i Kup Hrvatske u sezoni 2008./09. a titulu prvaka osvaja i u sezoni 2009./10. Jurčić je nakon toga, u svibnju 2010. godine, podnio neopozivu ostavku na mjestu trenera Dinama.

### Lokomotiva Zagreb
U ožujku 2011. godine preuzeo je zagrebačku Lokomotivu te nakon dva mjeseca odlazi s mjesta trenera.

### Ponovno Dinamo Zagreb
U svibnju 2011. Jurčić po drugi put preuzima klupu Dinama na kojoj ostaje do prosinca iste godine kada u 6. kolu Lige prvaka, nakon šokantnog poraza od francuskog Lyona 1:7 u Maksimiru, dobiva otkaz. 

### Hrvatska nogometna reprezentacija
Od kolovoza do studenoga 2012. godine, bio je jedan od trenera hrvatske nogometne reprezentacije u stručnom stožeru izbornika Igora Štimca.

### Dinamo Zagreb treći put
Nakon smjene dotadašnjeg trenera Ante Čačića, 26. studenoga 2012. godine po treći put postaje trener zagrebačkoga Dinama.
Nakon osvojenih naslova prvaka 2009. (kada je osvojen i kup), 2010. i 2013., osvajanjem superkupa 6. srpnja 2013., Jurčić s 5 osvojenih trofeja postaje drugi najtrofejniji trener u povijesti Dinama, odmah iza Miroslava Ćire Blaževića koji je najtrofejniji sa 6 osvojenih trofeja. 21. kolovoza 2013. nakon poraza 0:2 u prvoj utakmici play off-a Lige prvaka protiv Austrije Beč, Jurčić je ekspresno smijenjen.

### Adanaspor
U kolovozu 2016. godine je Jurčić postao trener turskog Adanaspora. U prosincu te godine je bivši trener zagrebačkog Dinama dobio otkaz u Adani. Nakon 13 utakmica su Taurski tigrovi ubilježili jednu pobjedu, tri remija i devet poraza.
U veljači 2018. preuzeo je Al-Nassr iz Saudijske Arabije.

## Priznanja

### Igračka

#### Klupska
Inter Zaprešić
- Hrvatski nogometni kup (1): 1992.

Dinamo Zagreb
- Prvak Hrvatske (4): 1996./97., 1997./98., 1998./99., 1999./00.
- Hrvatski nogometni kup (2): 1996./97., 1997./98.

#### Reprezentativna
Hrvatska
- Treće mjesto, Brončana medalja, na Svjetskom nogometnom prvenstvu u Francuskoj 1998. godine.
- Državna nagrada za šport "Franjo Bučar" 1998. godine, kao član hrvatske nogometne reprezentacije.

### Trenerska
Dinamo Zagreb
- Prvak Hrvatske (3): 2008./09., 2009./10., 2012./13.
- Hrvatski nogometni kup (1): 2008./09.
- Hrvatski nogometni superkup (1): 2013.

Al Nasr
- Liga-kup UAE-a (1): 2019./20.

Pyramids
- Egipatski nogometni kup (1): 2023./24.
- CAF Liga prvaka (1): 2024./25.